# Topoline
Topoline je naselje u Hrvatskoj, regiji Slavoniji u Osječko-baranjskoj županiji, te pripada općini Koški.

## Zemljopisni položaj
Topoline  nalaze se uz državnu cestu D2 (Podravsku magistralu) i željezničku prugu Osijek – Našice, te 24 km istočno od Našica i 26 km zapadno od Osijeka u nizini istočnohrvatske ravnice. Selo se nalazi na 93 metara nadmorske visine. Susjedna naselja: zapadno su Normanci, istočno je Cret Bizovački koji je u sastavu općine Bizovac a sjeverno se nalaze Harkanovci u sastavu grada Valpova. Pripadajući poštanski broj je 31224 Koška, telefonski pozivni 031 i registarska pločica vozila NA (Našice). Površina katastarske jedinice naselja Topoline je 1,56 km2.

## Stanovništvo
| broj stanovnika |       |       |       |       |       |       |       |       |       |       |       | 239   | 231   | 257   | 165   | 146   | 121   |
|                 | 1857. | 1869. | 1880. | 1890. | 1900. | 1910. | 1921. | 1931. | 1948. | 1953. | 1961. | 1971. | 1981. | 1991. | 2001. | 2011. | 2021. |

Samostalno naselje od 1981. Nastalo izdvajanjem dijela područja iz naselja Normanaca. Do 1961. podatci su sadržani u naselju Normanci.

Prema rezultatima Popisa stanovništva iz 2011. u Topolinama je živjelo 146 stanovnika u 52 kućanstva

## Obrazovanje
U selu je sredinom 90-tih godina sagrađena nova škola koju uz djecu iz Topolina pohađaju i djeca iz obližnjih Normanaca. Škola je do četvrtog razreda a radi u sklopu Osnovne škole Ivane Brlić-Mažuranić iz Koške.

## Crkva
U selu se nalazi Rimokatolička Crkva Uznesenja Blažene Djevice Marije na nebo  koja pripada katoličkoj župi Sv.Petra i Pavla u Koški i valpovačkom dekanatu Đakovačko-osječke nadbiskupije. Crkveni god ili kirvaj slavi se 15. kolovoza na blagdan Velike Gospe.

## Šport
- NK Slavonija NLT - osnovala mladež tri sela Normanci, Lug Subotički i Topoline u ljeto 2021., klub nastupa u 3. ŽNL Liga NS Našice.

## Ostalo
- Udruga mladih Normanci - Topoline

## Vanjske poveznice
- http://koska.hr/